# Ancistrocerus lufirae
Ancistrocerus lufirae är en stekelart som först beskrevs av Meade-waldo.  Ancistrocerus lufirae ingår i släktet murargetingar, och familjen Eumenidae. Inga underarter finns listade i Catalogue of Life.